# Lorenzo Isern
Lorenzo Isern Ricart fue un pintor español del siglo XIX.

## Biografía
Este pintor, natural de Valencia y sordomudo de nacimiento, llegaría a ser académico de mérito en la rama de pintura en la Real Academia de Bellas Artes de San Carlos, en la que él mismo se formó. Participó en varias de las ediciones de la exposición organizada por el liceo de aquella ciudad: en 1838 y 1841, con copias de cuadros de Vicente López Portaña, y en 1845, presentando varios retratos al óleo. «Pintó muy poco, pero tenía gran prestigio entre los artistas por su erudición, que era verdaderamente pasmosa en todo lo concerniente a las Bellas Artes», dice sobre él Ruiz de Lihory y Pardines en su Diccionario biográfico de artistas valencianos.